# Pycnetron
Pycnetron is een geslacht van vliesvleugeligen uit de familie Pteromalidae. De wetenschappelijke naam van dit geslacht is voor het eerst geldig gepubliceerd in 1925 door Gahan.

## Soorten
Het geslacht Pycnetron omvat de volgende soorten:
- Pycnetron curculionidis Gahan, 1925
- Pycnetron longicauda (Risbec, 1952)
- Pycnetron pix Prinsloo, 2005